# Leucophenga munroi
Leucophenga munroi är en tvåvingeart som beskrevs av Oswald Duda 1939. Leucophenga munroi ingår i släktet Leucophenga och familjen daggflugor. Inga underarter finns listade i Catalogue of Life.